# Levantamento de peso nos Jogos Sul-Americanos de 2002
As competições de levantamento de peso nos Jogos Sul-Americanos de 2002 ocorreram entre 2 e 4 de agosto, em São Paulo, no Centro Olímpico de Treinamento e Pesquisa.

## Sumário de medalhas

### Quadro de medalhas
| Pos.               | País               | Ouro | Prata | Bronze | Total |
| ------------------ | ------------------ | ---- | ----- | ------ | ----- |
| 1                  | Venezuela          | 9    | 5     | 1      | 15    |
| 2                  | Equador            | 5    | 5     | 3      | 13    |
| 3                  | Argentina          | 1    | 3     | 3      | 7     |
| 4                  | Chile              | 0    | 1     | 0      | 1     |
| 4                  | Peru               | 0    | 1     | 0      | 1     |
| 6                  | Brasil             | 0    | 0     | 6      | 6     |
| 7                  | Bolívia            | 0    | 0     | 1      | 1     |
| 7                  | Uruguai            | 0    | 0     | 1      | 1     |
| Total (8 entradas) | Total (8 entradas) | 15   | 15    | 15     | 45    |

### Medalhistas

#### Masculinos
| Evento  | Ouro                          | Prata                            | Bronze                         |
| ------- | ----------------------------- | -------------------------------- | ------------------------------ |
| –56 kg  | Víctor Castellano · Venezuela | Víctor Castro · Peru             | Franklin Liquinchana · Equador |
| –62 kg  | José Erazo · Equador          | Israel Rubio · Venezuela         | Wellington Mendes · Brasil     |
| –69 kg  | Amílcar Pernía · Venezuela    | Julio Idrovo · Equador           | Santiago Palermo · Argentina   |
| –77 kg  | Jugnevis Campos · Venezuela   | Carlos Espeleta · Argentina      | Edward Silva · Uruguai         |
| –85 kg  | José Llerena · Equador        | Dimitri Gontcharenko · Argentina | Eudis Gamarra · Venezuela      |
| –94 kg  | Julio César Luna · Venezuela  | Javier Otoya · Equador           | Lauri Blair · Brasil           |
| –105 kg | Boris Burov · Equador         | Wilyon Morillo · Venezuela       | Edmilson Dantas · Brasil       |
| +105 kg | Hildegar Morillo · Venezuela  | Cristián Escalante · Chile       | Walter Llerena · Equador       |

#### Femininos
| Evento | Ouro                          | Prata                         | Bronze                          |
| ------ | ----------------------------- | ----------------------------- | ------------------------------- |
| –48 kg | Remigia Arcila · Venezuela    | Sandra Rosas · Equador        | Margareth Souza · Brasil        |
| –53 kg | Alexandra Escobar · Equador   | Esmeralda Perdomo · Venezuela | Valdirene Laia · Brasil         |
| –58 kg | Solenny Villasmil · Venezuela | Martha Malla · Equador        | Rafaela Sebastião · Brasil      |
| –63 kg | Gretty Lugo · Venezuela       | Valeria Fontán · Argentina    | Mercedes Fernández · Argentina  |
| –69 kg | Nora Köppel · Argentina       | Cemar Vásquez · Venezuela     | Olga Mina · Equador             |
| –75 kg | Cristina Suárez · Venezuela   | Mariela Méndez · Equador      | María Jazmín Steuer · Argentina |
| +75kg  | Oliba Nieve · Equador         | Raquel López · Venezuela      | Eldy Salazar · Bolívia          |